# JM Family Enterprises
JM Family Enterprises ist ein US-amerikanisches Unternehmen mit Firmensitz in Deerfield Beach, Florida. Das Unternehmen gehört nach Angaben des Magazins Forbes zu den 18 größten, nicht börsennotierten Unternehmen in den Vereinigten Staaten. Das Unternehmen verkauft Fahrzeuge an seine Kunden. Gegründet wurde das Unternehmen 1968 von James M. Moran.

## Tochterunternehmen
- Southeast Toyota Distributors, LLC (Franchising für Toyota)
- World Omni Financial Corporation
- JM&A Group